# میلنا لیشتسکا
میلنا لیشتسکا (لهستانی: Milena Lisiecka؛ زادهٔ ۱۴ ژانویه ۱۹۷۱) بازیگر اهل لهستان است.
از فیلم‌ها یا مجموعه‌های تلویزیونی که وی در آن‌ها نقش داشته‌است، می‌توان به تو خدایی، این دختران من، طایفه، مادران، ع چون عشق، در خوشی و سختی، رنگ‌های خوشبختی و مجرد اشاره نمود.